# Arenaria oresbia
Arenaria oresbia är en nejlikväxtart som beskrevs av Jesse More Greenman. Arenaria oresbia ingår i släktet narvar, och familjen nejlikväxter. Inga underarter finns listade i Catalogue of Life.